# Arc de Triomphe du Carrousel
Arc de Triomphe du Carrousel (izgovorjeno [aʁk də tʁijɔ̃f dy kaʁusɛl]) je slavolok v Parizu, na trgu Place du Carrousel. Je primer neoklasicistične arhitekture v korintskem redu. Zgrajen je bil med letoma 1806 in 1808 v spomin na Napoleonove vojaške zmage v vojnah tretje in četrte koalicije. Slavolok zmage de l'Étoile na skrajnem koncu Elizejskih poljan je bil zasnovan istega leta; je približno dvakrat večji in je bil dokončan do leta 1836.

## Opis
Spomenik je visok 19 m, širok 23 m in globok 7,3 m. 6,4 m visok osrednji lok obdajata dva manjša, visoka 4,3 m in široka 2,7 m. Okoli njegove zunanjosti je osem korintskih stebrov iz marmorja, na vrhu katerih je osem vojakov cesarstva. Na pedimentu med vojaki reliefi prikazujejo:
- grb Kraljevine Italije s figurami, ki predstavljajo Zgodovino in Umetnost
- grb Francoskega cesarstva z Zmago, Slavo, Zgodovino in Obiljem
- Modrost in Moč, ki držita roke Kraljevine Italije, spremljata jo Preudarnost in Zmaga.

Na Napoleonove diplomatske in vojaške zmage spominjajo nizki reliefi, izdelani iz roza marmorja. Prikazujejo:
- Mir v Pressburgu
- Napoleon vstopi v München
- Napoleon ob vstopu na Dunaj, kipar Louis-Pierre Deseine
- Bitka pri Austerlitzu, kipar Jean-Joseph Espercieux
- Konferenca v Tilsitu
- Predaja Ulma, kipar Pierre Cartellier

Lok je izpeljanka slavolokov Rimskega cesarstva, zlasti tistega Septimija Severja v Rimu. Teme reliefov, posvečenih bitkam, je izbral direktor Musée Napoléon (takrat v Louvru), Vivant Denon, oblikoval pa jih je Charles Meynier.
Zgornji friz na zavihku ima skulpture vojakov: kirasir Auguste Marie Taunay (levo), dragon Charles-Louisa Corbeta, konjski grenadir Josepha Chinarda in saper Jacques-Edmeja Dumonta.
Kvadriga na vrhu ogredja je kopija tako imenovanih konjev svetega Marka, ki krasijo vrh glavnih vrat bazilike svetega Marka v Benetkah, toda v času obeh francoskih cesarstev so izvirnike prenašali ob posebnih priložnostih.

## Zgodovina
Zasnovala sta ga Charles Percier in Pierre François Léonard Fontaine, slavolok pa je med letoma 1806 in 1808 zgradil cesar Napoleon I. Bonaparte po vzoru Konstantinovega slavoloka (312 n. š.) v Rimu kot prehod v palačo Tuileries, cesarsko rezidenco. . Uničenje palače Tuileries med pariško komuno leta 1871 je omogočilo neoviran pogled proti zahodu proti Slavoloku zmage.
Prvotno so bili na vrhu konji svetega Marka iz stolnice svetega Marka v Benetkah, ki jih je leta 1798 zajel Napoleon. Leta 1815, po bitki pri Waterlooju in obnovi Bourbonov, je Francija prepustila kvadrigo Avstrijskemu cesarstvu, ki je Benetke priključilo pod pogoji Dunajskega kongresa. Avstrijci so kip takoj vrnili v Benetke. Konje svetega Marka so leta 1828 zamenjali s kvadrigo, ki jo je izdelal baron François Joseph Bosio in prikazuje mir, ki se vozi v zmagoslavnem vozu, ki ga na obeh straneh vodijo pozlačene Zmage. Kompozicija je v spomin na obnovitev Bourbonov po Napoleonovem padcu.
Arc du Carrousel je navdihnila zasnovo Marble Archa, zgrajenega v Londonu med letoma 1826 in 1833.

## Lega
Arc de Triomphe du Carrousel je na vzhodnem koncu pariške Axe historique (»zgodovinska os«), devet kilometrov dolge linearne poti, ki prevladuje nad večjim delom severozahodne četrti mesta.
Če pogledamo proti zahodu, je slavolok poravnan z obeliskom na Place de la Concorde, središčnico velikega bulvarja Champs-Elysées, Slavolokom zmage na Place de l'Étoile in, čeprav ni neposredno viden s Place du Carrousel, Grande Arche de la Défense. Tako se os začne in konča s slavolokom. Ko je bil Arc du Carrousel zgrajen, je bil opazovalec na Place du Carrousel oviran pri pogledu proti zahodu. Osrednji del Tuilerijske palače je zapiral pogled proti zahodu. Ko je bila palača med Pariško komuno leta 1871 požgana in njene ruševine pospravljene, se je velika os, kakršna trenutno obstaja, odprla vse do Place du Carrousel in Louvra.